# Léo Lapointe
Pour les articles homonymes, voir Lapointe.
Dominique Chatelain, connu sous le nom de plume de Léo Lapointe, né le 11 mai 1953 à Boulogne-sur-Mer et mort le 24 juin 2024 à Abbeville, est un écrivain français.

## Biographie
Avant de devenir écrivain, il a eu une carrière dans les affaires sociales, se spécialisant dans l'expertise internationale des politiques sociales. Cette expérience lui a permis de développer un regard critique sur les réalités sociales, particulièrement celles des populations marginalisées, un thème récurrent dans ses romans.
C’est en tant qu'écrivain qu’il s’est fait connaître sous le nom de Léo Lapointe, un pseudonyme qu’il a choisi pour ses romans policiers. Son œuvre est fortement marquée par des intrigues régionales, souvent situées dans les régions du Nord de la France et liées à des enjeux politiques et sociaux. Il aborde des sujets tels que les inégalités, la solidarité humaine, et les luttes des démunis, donnant une voix aux personnages les plus souvent oubliés.
Par ailleurs, son roman Le Vagabond de la Baie de Somme a été adapté en téléfilm en 2015 pour France 3, ce qui a contribué à son rayonnement au-delà du milieu littéraire. Il est également un auteur phare de la collection Polars en Nord, qui met en lumière des intrigues policières ancrées dans la réalité sociale et géographique du Nord de la France.
Léo Lapointe a publié plusieurs ouvrages, parmi lesquels Sauvage Marquenterre et Les petits chemins ne sentent plus la noisette. Ses romans sont largement salués pour leur capacité à allier suspense et réflexion sociale, et il reste une figure importante du polar régional,,.

## Œuvres

### Les enquêtes de Paul Beauvillain
- Le Vagabond de la Baie de Somme, Ravet-Anceau, coll. « Polars en Nord » no 1 (2005)  (ISBN 978-2-914-65708-2)
- Droit de véto, Ravet-Anceau, coll. « Polars en Nord » no 59 (2012)  (ISBN 978-2-35973-086-9)
- Sauvage Marquenterre, Ravet-Anceau, (2018)[8]
- Les petits chemins ne sentent plus la noisette, Airvey Editions, Collection Polars en Nord (2020)[9]

### Romans
- La Tour de Lille, Ravet-Anceau, coll. « Polars en Nord » no 11 (2007), réédité aux éditions d'Avallon (2023)  (ISBN 978-2-914657-25-9)
- Mort sur la Lys, Ravet-Anceau (2009), réédité aux éditions d'Avallon (2023)  (ISBN 978-2-91465-776-1)
- L’Africaine du Havre, Ravet-Anceau, coll. « Polars en Nord » no 93 (2011)  (ISBN 978-2-35973-216-0)
- Veuve Coquelicot, Nouvelles Éditions Krakoen (2013)  (ISBN 978-2-36794-018-2)
- Le Planqué des huttes, Pole Nord Éditions (2014)  (ISBN 979-1-09228-512-3)
- Quai des luttes, Pole Nord Editions (2016) (suite de Le Planqué des huttes)
- Fenêtre sur vide, Aubane éditions (2022)
- Urgence, Aubane éditions (2024)
- L'assassin sort la nuit, Avallon & Combe (2024)

## Adaptation télévisée
- 2015 : Le Vagabond de la Baie de Somme, téléfilm français réalisé par Claude-Michel Rome et diffusé sur France 3, avec Jérôme Robart, Sonia Rolland et François Feroleto